# Marenglen
A Marenglen a 20. században kialakított albán férfiutónév.
A kommunista Albániában 1945-ben megindult és 1967-ben tetőző ateista kampány során a felekezeteket és szerzetesrendeket feloszlatták, a templomokat bezáratták, a vallásgyakorlás formáit és a vallási ünnepeket, szertartásokat üldözték. Emellett Albánia kommunista államvezetése azt is szorgalmazta, hogy az albán szülők újszülött gyermekeiknek szekuláris neveket adjanak a hagyományos nevek helyett, amelyek a család vallási-kulturális hátterére is utalnak (pl. Mustafa, Ali, Kristo, Sotir, Gjergj). A beszélő nevek és az illírnek mondott nevek reneszánszán túlmenően ennek során egy sor új, „politikailag megfelelő” utónevet is bevezettek. Közülük lett a legnépszerűbb a Marx, Engels és Lenin neveinek elejéből kialakított Marenglen. (Népszerűségében jóval elmaradt mögötte a hasonlóan képzett, de Sztálin nevének kezdőbetűjét is felhasználó Melsi vagy a Proletar férfinév.) A rendszerváltást követően sokan az albánosabb hangzású Maringlenre változtatták nevüket. Nevesebb viselői közé tartozik Marenglen Verli történész, akadémikus.
A kommunista blokk más országaiban is ismertek voltak a hasonló, mozaikszerű névképzések, amelyek a kommunista vezetők neveire utaltak, így a Szovjetunióban a Vlagyilen vagy a Marlen.